# Ghetto Music: The Blueprint of Hip Hop
Ghetto Music: The Blueprint of Hip Hop é o terceiro álbum de estúdio do grupo de hip hop americano Boogie Down Productions, lançado em 4 de julho de 1989 pela Jive Records. O álbum foi certificado ouro pela RIAA em 25 de setembro de 1989.

## Faixas
- Todas as faixas foram produzidas por KRS-One.

| #  | Título                           | Compositor(es)                |
| -- | -------------------------------- | ----------------------------- |
| 1  | "The Style You Haven't Done Yet" | KRS-One                       |
| 2  | "Why Is That?"                   | KRS-One                       |
| 3  | "The Blueprint"                  | KRS-One                       |
| 4  | "Jack Of Spades"                 | KRS-One                       |
| 5  | "Jah Rulez"                      | KRS-One, Harmony              |
| 6  | "Breath Control"                 | KRS-One                       |
| 7  | "Who Protects Us From You?"      | KRS-One                       |
| 8  | "You Must Learn"                 | KRS-One                       |
| 9  | "Hip Hop Rules"                  | KRS-One                       |
| 10 | "Bo! Bo! Bo!"                    | KRS-One                       |
| 11 | "Gimme, Dat, (Woy)"              | KRS-One                       |
| 12 | "Ghetto Music"                   | KRS-One, William S. Patterson |
| 13 | "World Peace"                    | KRS-One                       |

## Desempenho nas paradas musicais
| Paradas (1989)                          | Melhor posição |
| --------------------------------------- | -------------- |
| Estados Unidos (Billboard 200)          | 36             |
| Estados Unidos (Top R&B/Hip Hop Albums) | 7              |